# دریاچه ایزنیک
دریاچه ایزنیک (ترکی استانبولی: İznik Gölü) دریاچه ای است که در استان بورسا ترکیه قرار دارد. طول این دریاچه حدود ۳۲ کیلومتر و عرض آن ۱۰کیلومتر و حداکثر عمقش حدود ۸۰ متر است. شهر ایزنیک (با نام تاریخی نیقیه) در انتهای شرقی آن قرار گرفته‌است. نام یونانی باستان این دریاچه Askania و نام لاتین آن (Ἀσκανία) نام Ascania بود.

## تاریخچه
در دهه ۱۹۲۰، این منطقه برای تولید برنج شناخته شده بود.

## منطقه مهم پرندگان
این دریاچه که در وضعیت حفاظت نشده قرار دارد، توسط انجمن جهانی پرندگان در سال ۱۹۸۹ به عنوان منطقه مهم حفاظت از پرندگان اعلام شد تا از گونه‌های پرندگان آبی این دریاچه که در برابر آلودگی و تهدید ناشی از توسعه شهر تفریحی ایزنیک، محافظت کند.

ایزنیک و دریاچه